# Stuart Tufton
Stuart Tufton (Stuart Harold Tufton; * 8. Dezember 1950) ist ein ehemaliger britischer Stabhochspringer.
Bei den British Commonwealth Games 1970 in Edinburgh wurde er für England startend Siebter.
Seine persönliche Bestleistung von 4,90 m stellte er am 22. Juli 1972 in Cardiff auf.